# Сантана, Лоренцо
Лоренцо Сантана — испанский самбист, бронзовый призёр чемпионата Европы по самбо 1976 года в Ленинграде, бронзовый призёр чемпионатов мира по самбо 1974 (Улан-Батор) и 1975 (Минск) годов. Участвовал в чемпионате мира по самбо 1979 года в Херн-Бее, где занял 4-е место и остался за чертой призёров. Выступал в лёгкой весовой категории (до 68 кг). Проживал в Лас-Пальмасе.